# فخرآباد (مشگین‌شهر)
فخرآباد شهری است که در استان اردبیل، شهرستان مشگین‌شهر، بخش مشکین شرقی، دهستان قره‌سو قرار دارد.

## جمعیت
بر اساس سرشماری سال ۱۳۹۵ جمعیت این شهر ۹۹۹ نفر با ۳۶۴ خانوار است.